# Liste der Nummer-eins-Hits in Norwegen (2008)
Diese Liste enthält alle Nummer-eins-Hits in Norwegen im Jahr 2008. Es gab in diesem Jahr 22 Nummer-eins-Singles und 23 Nummer-eins-Alben.
| Singles | Alben |
| --- | --- |
| - Madcon – Beggin’ - 5 Wochen (1/2008 – 5/2008, insgesamt 12 Wochen; → 2007) - Leona Lewis – Bleeding Love - 2 Wochen (6/2008 – 7/2008) - Maria Haukaas Storeng – Hold On, Be Strong - 1 Woche (8/2008) - R.E.M. – Supernatural Superserious - 2 Wochen (9/2008 – 10/2008) - Adele – Chasing Pavements - 2 Wochen (11/2008 – 12/2008) - Madonna & Justin – 4 Minutes - 3 Wochen (13/2008 – 15/2008, insgesamt 4 Wochen) - Duffy – Mercy - 3 Wochen (16/2008 – 18/2008) - Kurt Nilsen – Lost Highway - 1 Woche (19/2008) - Madonna & Justin – 4 Minutes - 1 Woche (20/2008, insgesamt 4 Wochen) - Espen Lind – Scared of Heights - 1 Woche (21/2008) - Erlend Bratland – Lost - 6 Wochen (22/2008 – 27/2008) - Jason Mraz – I'm Yours - 6 Wochen (28/2008 – 33/2008) - Marit Larsen – If a Song Could Get Me You - 2 Wochen (34/2008 – 35/2008) - Metallica – The Day That Never Comes - 1 Woche (36/2008) - MGMT – Kids - 1 Woche (37/2008) - Katy Perry – I Kissed a Girl - 1 Woche (38/2008) - Gabriella Cilmi – Sweet About Me - 1 Woche (39/2008) - Erlend Bratland – Still Water - 2 Wochen (40/2008 – 41/2008) - The Killers – Human - 1 Woche (42/2008) - Britney Spears – Womanizer - 2 Wochen (43/2008 – 44/2008) - Beyoncé – If I Were a Boy - 2 Wochen (45/2008 – 46/2008, insgesamt 7 Wochen) - Guns N’ Roses – Chinese Democracy - 1 Woche (47/2008) - Beyoncé – If I Were a Boy - 2 Wochen (48/2008 – 49/2008, insgesamt 7 Wochen) - The Blacksheeps – Oro Jaska, Beana - 1 Woche (50/2008) - Beyoncé – If I Were a Boy - 3 Wochen (51/2008 – 1/2009, insgesamt 7 Wochen) | - Secret Garden – Inside I'm Singing - 5 Wochen (49/2007 – 1/2008) - Robert Plant & Alison Krauss – Raising Sand - 1 Woche (2/2008) - Garth Brooks – The Ultimate Hits - 2 Wochen (3/2008 – 4/2008) - Madrugada – Madrugada - 4 Wochen (5/2008 – 8/2008) - Kaizers Orchestra – Maskineri - 1 Woche (9/2008) - Michael Jackson – Thriller (25th Anniversary Edition) - 1 Woche (10/2008) - Verschiedene Interpreten – Sorgen og gleden: Matte Marit - 1 Woche (11/2008, insgesamt 3 Wochen) - Ane Brun – Changing of the Seasons - 1 Woche (12/2008) - Verschiedene Interpreten – Sorgen og gleden: Matte Marit - 2 Wochen (13/2008 – 14/2008, insgesamt 3 Wochen) - R.E.M. – Accelerate - 1 Woche (15/2008) - Vassendgutane – XO - 2 Wochen (16/2008 – 17/2008) - Kurt Nilsen – Rise to the Occasion - 4 Wochen (18/2008 – 21/2008, insgesamt 5 Wochen) - Morten Harket – Letter from Egypt - 2 Wochen (22/2008 – 23/2008) - Lasse Stefanz – Rallarsväng - 1 Woche (24/2008) - Coldplay – Viva la Vida or Death and All His Friends - 2 Wochen (25/2008 – 26/2008) - Espen Lind – Army of One - 2 Wochen (27/2008 – 28/2008) - Kurt Nilsen – Rise to the Occasion - 1 Woche (29/2008, insgesamt 5 Wochen) - Cast of Mamma Mia! – Mamma Mia! The Movie Soundtrack Featuring the Songs of ABBA - 8 Wochen (30/2008 – 37/2008, insgesamt 9 Wochen) - Metallica – Death Magnetic - 4 Wochen (38/2008 – 41/2008) - Cast of Mamma Mia! - Mamma Mia! The Movie Soundtrack Featuring the Songs of ABBA - 1 Woche (42/2008, insgesamt 9 Wochen) - Marit Larsen – The Chase - 1 Woche (43/2008) - AC/DC – Black Ice - 2 Wochen (44/2008 – 45/2008) - St. Mandag – Vamp - 2 Wochen (46/2008 – 47/2008) - Bjørn Eidsvåg – Pust - 1 Woche (48/2008) - The Killers – Day & Age - 1 Woche (49/2008, insgesamt 2 Wochen; → 2009) - The Priests – The Priests - 4 Wochen (50/2008 – 1/2009) |
| | |

Siehe auch: Nummer-eins-Hits 2008 in  Australien, Belgien, Dänemark, Deutschland, Finnland, Frankreich, Irland, Italien, Japan, Kanada, Mexiko, Neuseeland, den Niederlanden, Österreich, Polen, Portugal, Rumänien, Schweden, der Schweiz, Slowakei, Spanien, Südkorea, Tschechien, Ungarn, den Vereinigten Staaten und im Vereinigten Königreich.